# طوبين شرق آسيا
طوبين شرق آسيا (Mogera) هو جنس الطوبينات ينتمي إلى فُصيلة طوبينات العالم القديم. يوجد في شرق آسيا.

## الأنواع
يضم الجنس الأنواع التالية:
- طوبين إتشيغو [الإنجليزية] (Mogera etigo)
- طوبين ياباني صغير [الإنجليزية] (Mogera imaizumii)
- طوبين معزول [الإنجليزية] (Mogera insularis)
- طوبين كانو [الإنجليزية] (Mogera kanoana)
- طوبين لا توش [الإنجليزية] (Mogera latouchei)
- طوبين أوسوري [الإنجليزية] (Mogera robusta)
- طوبين سادو [الإنجليزية] (Mogera tokudae)
- طوبين سنكاكو [الإنجليزية] (Mogera uchidai)
- طوبين ياباني [الإنجليزية] (Mogera wogura)